# Хобдинский район
Хобдинский район (каз. Қобда ауданы) – район Актюбинской области. Административный центр района — аул Кобда.
Площадь района составляет 14,0 тыс. км². Население района составляет 18 623 человека (по состоянию на начало 2019 года).
Аким района — Тынымгереев Изгилик Досмуратович. 
В Хобдинском районе находятся населённые пункты: Ақсай (Благовещенка), Әлия ауылы, Байтақ (Ропповка), Бегалы, Бестау (Пятигорка), Бұлақ, Егіндібұлақ (Кызылту), Жаманкөл, Жанаталап (Астрахановка), Жарсай (Новонадеждинка), Жарсай аул (Алексеевка), Жарық, Жиренқопа, Калиновка, Қанай, Қарағанды, Қаракемер (Брусиловка), Қоғалы, Көк үй (Зелёный Дол), Қосөткел, Құрсай (Михайловка), Қызылжар (Краснояр), Қобда (ранее — Новоалексеевка), Ортақ, Өтек (Черкасский), Сарыбұлақ, Соғалы, Талдысай, Терісаққан (Успеновка).

## География
Территория Хобдинского района представляет собой обширную равнину. В юго-западной части находится гора Акшатау, состоящая из известняка и глинистого сланца и обладающая абсолютной высотой 245 м. В южной части расположена гора Абди высотой 304 м. Высшая точка района — безымянная гора 324 м высотой, расположенная к юго-западу от села Кумсай. По территории района протекают pеки Большая Хобда (Улькен-Кобда), Малая Хобда (Киши-Кобда), Каракобда, Терисаккан, Караганды, Батпакты, Киил.
Климат континентальный. Средняя температуpa января варьируется от −14 до —16°С, средняя температура июля составляет 22—24°С. Среднегодовое количество осадков — 250—300 мм. Почвы каштановые.
Преобладают степные ландшафты. Произрастают полынь, овсяница и другие степные растения. Обитают волк, лисица, барсук, корсак; водятся дрофа, журавль и другие птицы.
На территории разведаны запасы естественных строительных материалов.

## Национальный состав[3]
| Национальность | Человек | %     |
| -------------- | ------- | ----- |
| казахи         | 15 256  | 81,9  |
| русские        | 1 961   | 10,5  |
| украинцы       | 829     | 4,45  |
| немцы          | 212     | 1,14  |
| чеченцы        | 79      | 0,42  |
| молдаване      | 58      | 0,31  |
| татары         | 55      | 0,295 |
| узбеки         | 32      | 0,172 |
| белорусы       | 29      | 0,156 |
| чуваши         | 12      | 0,064 |
| азербайджанцы  | 10      | 0,054 |
| мордва         | 6       | 0,032 |
| марийцы        | 3       | 0,016 |
| башкиры        | 2       | 0,011 |
| болгары        | 2       | 0,011 |
| армяне         | 1       | 0,005 |
| другие         | 76      | 0,41  |
| Итого:         | 18 623  | 100   |

## Административное деление
1. Кобдинский сельский округ
2. Акрабский сельский округ
3. Сарбулакский сельский округ
4. Булакский сельский округ
5. Имангали Билтабанова сельский округ
6. Жанаталапский сельский округ
7. Жарсайский сельский округ
8. Жарыкский сельский округ
9. Жиренкопинский сельский округ
10. Исатайский сельский округ
11. Бегалинский сельский округ
12. Кызылжарский сельский округ
13. Курсайский сельский округ
14. Отекский сельский округ
15. Согалинский сельский округ
16. Терисакканский сельский округ